# Fiume Marecchia a Ponte Messa
Fiume Marecchia a Ponte Messa este o arie protejată (arie specială de conservare — SAC, sit de importanță comunitară — SCI, arie de protecție specială avifaunistică — SPA) din Italia întinsă pe o suprafață de 265 ha, integral pe uscat.

## Localizare
Centrul sitului Fiume Marecchia a Ponte Messa este situat la coordonatele 43°48′52″N 12°13′48″E / 43.814444°N 12.23°E.

## Înființare
Situl Fiume Marecchia a Ponte Messa a fost declarat sit de importanță comunitară în octombrie 2010 pentru a proteja 1 specie de plante și 15 specii de animale. Alte tipuri de protecție:
- arie de protecție specială avifaunistică (în octombrie 2010)[3]
- arie specială de conservare (în martie 2019)[2][4][5]

## Biodiversitate
Situată în ecoregiunea continentală, aria protejată conține 12 habitate naturale: Râuri cu maluri nămoloase cu vegetație de Chenopodion rubri p.p. și Bidention p.p., Liziere de ierburi înalte hidrofile de câmpie și de nivel montan până la alpin, Râuri de munte și vegetația lor lemnoasă cu Salix elaeagnos, Ape puternic oligomezotrofe cu vegetație bentonică cu Chara spp., Pajiști uscate seminaturale și facies de acoperire cu tufișuri pe substraturi calcaroase (Festuco-Brometalia) (* situri importante pentru orhidee), Galerii de Salix alba și de Populus alba, Pseudostepă cu ierburi și specii anuale de Thero-Brachypodietea, Ape stătătoare oligotrofe până la mezotrofe, cu vegetație de Littorelletea uniflorae și/sau de Isoëto-Nanojuncetea, Păduri aluvionare cu Alnus glutinosa și Fraxinus excelsior (Alno-Padion, Alnion incanae, Salicion albae), Pajiști umede mediteraneene cu ierburi înalte de Molinio-Holoschoenion, Formațiuni de Juniperus communis pe lande sau pajiști calcaroase, Păduri de stejar alb estice.
La baza desemnării sitului se află mai multe specii protejate:
- plante (1): Himantoglossum adriaticum
- păsări (10): pescăruș albastru (Alcedo atthis), Cettia cetti, șerpar (Circaetus gallicus), egretă mică (Egretta garzetta), sfrâncioc roșiatic (Lanius collurio), pescăruș râzător (Larus ridibundus), gaia neagră (Milvus migrans), codobatură galbenă (Motacilla alba), codobatură de munte (Motacilla cinerea), fluierarul de zăvoi (Tringa ochropus)
- nevertebrate (1): Austropotamobius pallipes
- pești (4): Barbus caninus, Barbus plebejus, Chondrostoma soetta, Telestes muticellus

Pe lângă speciile protejate, pe teritoriul sitului au mai fost identificate 11 specii de plante, 2 specii de amfibieni, 4 specii de mamifere, 2 specii de nevertebrate, 2 specii de reptile.